# Altitude (filme)
"Altitude" é um filme de terror canadense, produzido em 2010 e lançado em 26 de outubro do mesmo ano. O filme dirigido pelo canadense escritor de quadrinhos e artista Kaare Andrews. O filme foi distribuído em setembro na América do Norte, Reino Unido, Austrália e Nova Zelândia. O trailer de Altitude estreou em 2010 no San Diego Comic Con.

## Sinopse
Cinco amigos adolescentes, incluindo a piloto estreante Sara, alugam um pequeno avião para uma aventura de final de semana. Mas, logo o voo começa a dar errado. Os instrumentos começam a não funcionar. O avião não para de subir. Uma tempestade está se aproximando e o combustível está acabando. Agora, para todos a bordo, o verdadeiro horror está apenas começando: Uma força misteriosa quer que todos morram... e só um dos que estão a bordo tem o poder de detê-lo. A adrenalina sobrenatural será levada às alturas.

## Elenco
- Jessica Lowndes como Sara
- Landon Liboiron como Bruce Parker
- Julianna Guill com Melanie"Mel"
- Ryan Donowho como Cory
- Jake Weary como Salomon"Sal"
- Mike Dopud como The Colonel
- Chelah Horsdal como Taylor

## Ligações Externas
- Altitude. no IMDb.